# Valore nutritivo
Il valore nutritivo è la valutazione globale determinata da alcuni parametri, che devono essere tali da poter soddisfare le esigenze fisiologiche di un organismo. I parametri necessari alla valutazione sono:
- parte edibile:  parte realmente utilizzabile come alimento
- acqua contenuta: considerata come un diminuente del valore nutrizionale
- proteine: per il loro valore plastico
- lipidi: per il loro valore energetico
- glucidi: per il loro valore energetico tranne la fibra che non ne possiede
- energia, sali minerali, vitamine, amminoacidi contenuti.

I fabbisogni alimentari devono essere coperti dai principi nutritivi contenuti negli alimenti.